# Ernie Fortney
Ernest Francis Fortney, detto Ernie (Pittsburgh, 6 gennaio 1915 – Annapolis, 11 ottobre 1987), è stato un cestista statunitense, professionista nella NBL.

## Carriera
Giocò per due stagioni nella NBL, disputando complessivamente 14 partite con 3,1 punti di media.